# Kedaung (Mekar Baru)
Kedaung is een bestuurslaag in het regentschap Tangerang van de provincie Banten, Indonesië. Kedaung telt 3422 inwoners (volkstelling 2010).